# Frankenberg (Goldkronach)
Frankenberg ist ein Gemeindeteil der Stadt Goldkronach im Landkreis Bayreuth (Oberfranken, Bayern). Frankenberg liegt in der Gemarkung Brandholz.

## Geografie
Die Einöde liegt am gleichnamigen Berg. Im Osten grenzt der Goldkronacher Forst an. Eine Anliegerstraße führt nach Escherlich (0,8 km nordwestlich).

## Geschichte
Gegen Ende des 18. Jahrhunderts bestand Frankenberg aus einem Anwesen. Die Hochgerichtsbarkeit stand dem bayreuthischen Stadtvogteiamt Goldkronach zu. Das Kastenamt Gefrees war Grundherr des Salzscheibengütleins.
Von 1797 bis 1810 unterstand Frankenberg dem Justiz- und Kammeramt Gefrees. Infolge des Ersten Gemeindeedikts wurde Frankenberg dem 1812 gebildeten Steuerdistrikt Goldkronach und der zugleich entstandenen Ruralgemeinde Brandholz zugewiesen. Im Zuge der Gebietsreform in Bayern wurde Frankenberg am 1. Mai 1978 nach Goldkronach eingemeindet.

### Einwohnerentwicklung
| Jahr      | 001818 | 001819 | 001861 | 001871 | 001885 | 001900 | 001925 | 001950 | 001961 | 001970 | 001987 |
| Einwohner | *      | *      | 25     | 20     | 14     | 15     | 16     | *      | *      | *      | 7      |
| Häuser    | *      |        |        |        | 2      | 3      | 3      | *      | *      |        | 2      |
| Quelle    | [ 6 ]  | [ 9 ]  | [ 10 ] | [ 11 ] | [ 12 ] | [ 13 ] | [ 14 ] | [ 15 ] | [ 16 ] | [ 17 ] | [ 1 ]  |

## Religion
Frankenberg ist evangelisch-lutherisch geprägt und bis heute nach St. Erhard (Goldkronach) gepfarrt.